# Баща в излишък 2
„Баща в излишък 2“ (на английски: Daddy's Home 2) е щатски коледен комедиен филм от 2017 г. на режисьора Шон Андерс, който е съсценарист със Джон Морис. Като продължение на „Баща в излишък“ (2015), във филма участват Уил Феръл, Марк Уолбърг, Линда Карделини, Джон Сина, Джон Литгоу и Мел Гибсън. Снимките започват в Масачузетс през март 2017 г., и е пуснат в Съединените щати от „Парамаунт Пикчърс“ на 10 ноември 2017 г.